# Flashcard

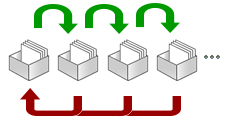
Un insieme di flashcard che dimostrano il Sistema Leitner.

Le flashcard sono la rappresentazione, cartacea o elettronica, di un insieme di informazioni. In genere, ognuna di questa carte conserva la rappresentazione dell'informazione sul dorso e dall'altra la sua descrizione. Questa loro caratteristica consente un loro impiego pratico ed efficiente per la memorizzazione dell'informazione alla quale corrispondono. Mediante un esercizio di stimolazione attiva della memoria attraverso la ripetizione dilazionata, possono infatti consentire l'apprendimento del dato rappresentato.
La ripetizione dilazionata e le flashcard sono utilizzabili in qualunque materia sia in contesto scolastico che extrascolastico e da autodidatta. In particolare, sono usate nell'apprendimento e acquisizione del vocabolario in una lingua straniera (L2).

## Utilizzo
Data una domanda (posta sul dorso della carta), allo studente è richiesto di produrre una risposta, che verrà poi confrontata con quella registrata (sul retro della carta).
L'utilità delle flashcard si può apprezzare particolarmente in ambito informatico per diversi motivi. Intanto la creazione dei deck è resa più semplice dalla possibilità di importare in maniera automatica basi di dati già esistenti, mentre la fruizione è facilitata dall'utilizzo delle interfacce software. Soprattutto, è possibile sfruttare gli algoritmi di ripetizione spaziata che personalizzano la revisione delle carte in base al riscontro sulla difficoltà di assimilazione che lo studente mostra nella fase di studio o di ripetizione. In pratica, monitorando il livello di difficoltà attribuito dallo studente alle informazioni presenti nelle carte e ai suoi errori in fase di ripetizione, è possibile concentrare maggiormente lo studio sulle categorie di studio che presentano più difficoltà.

## Flashcard Software
Esistono ottimi esempi di software per l'utilizzo della tecnica delle flashcard elettroniche (SuperMemo, Anki), alcuni dei quali molto versatili e dall'ottima interfaccia, che sfruttano l'algoritmo di ripetizione spaziata per focalizzare lo studio sugli argomenti di maggiore difficoltà oggettiva.